# I Walked with a Zombie
I Walked with a Zombie este un film horror din 1943 regizat de Jacques Tourneur. În 2007, Stylus Magazine l-a numit al cincilea cel mai bun film cu zombi al tuturor timpurilor.